# Azerbejdżan na Letnich Igrzyskach Paraolimpijskich 2000
Azerbejdżan na Letnich Igrzyskach Paraolimpijskich 2000 w Sydney reprezentowało 7 zawodników (6 mężczyzn i 1 kobieta) w 3 dyscyplinach.
Niepełnosprawni sportowcy z Azerbejdżanu zdobyli na tych igrzyskach jeden medal, a wywalczyła go jedyna kobieta w ekipie z Kaukazu – strzelczyni Yelena Taranova.

## Zdobyte medale
| Medal  | Zawodnik        | Dyscyplina  | Konkurencja            |
| ------ | --------------- | ----------- | ---------------------- |
| Srebro | Yelena Taranova | Strzelectwo | pistolet dowolny, 50 m |

## Wyniki

### Lekkoatletyka
- Aleksandr Antofii
  - bieg na 5000 metrów T46 (9. miejsce)
  - maraton T46 (6. miejsce)
- Sarkhan Asadov – rzut oszczepem F44 (8. miejsce)
- Zeynidin Bilalov
  - bieg na 100 metrów T11 (odpadł w eliminacjach)
  - skok w dal F11 (8. miejsce)

### Podnoszenie ciężarów
- Fouad Tarverdiyev – do 82,5 kg (9. miejsce)
- Gioundouz Ismailov – do 90 kg (zdyskwalifikowany)
- Mekhman Ramazanov – do 100 kg (6. miejsce)

### Strzelectwo
Kobiety
- Yelena Taranova
  - pistolet pneumatyczny, 10 m SH1 (7. miejsce)
  - pistolet dowolny, 50 m, SH1 (2. miejsce)[a]